# Frank Felix

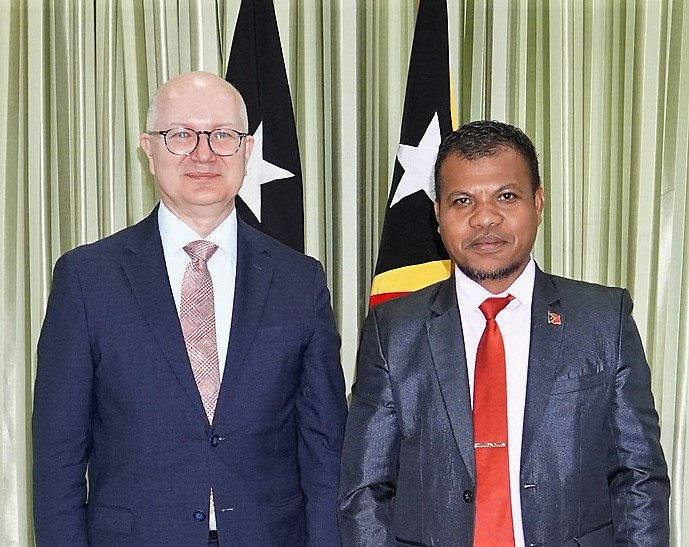
Felix (links) mit Osttimors Vize-Außenminister Julião da Silva (2023)

Frank Leon L. Felix ist ein belgischer Diplomat.
Bis 2015 war Felix Konsul an der belgischen Botschaft in Ankara (Türkei). Von September 2015 bis August 2022 war Felix belgischer Botschafter in Angola. Danach erhielt er den Posten des belgischen Botschafters in Indonesien, wo er zusätzlich für Osttimor zuständig ist. Seine Akkreditierung für Osttimor übergab Felix am 1. Februar 2023 an Osttimors Präsidenten José Ramos-Horta.